# Mutaz Abdulla
Mutaz Abdulla est un ancien joueur de football international émirati né le 8 novembre 1974. Il évoluait au poste de gardien de but.

## Carrière
- 1998-2009 :  Al-Aïn
- 2009-2012 :  Al-Wahda
- 2013-2014 :  Al Sha'ab Sharjah
- 2014-2015 :  Ajman Club[1]

## Palmarès
- Al-Ain
  - Vainqueur de la Ligue des champions de l'AFC en 2003
  - Vainqueur de la Coupe du Golfe des clubs champions en 2001
  - Champion des Émirats arabes unis en 2000, 2002, 2003 et 2004
  - Vainqueur de la Coupe des Émirats arabes unis en 1999, 2001, 2005, 2006 et 2009
  - Vainqueur de la Supercoupe des Émirats arabes unis en 2003

- Al-Wahda
  - Champion des Émirats arabes unis en 2010
  - Vainqueur de la Supercoupe des Émirats arabes unis en 2011